# Pedro Balmaceda
Pedro Balmaceda Toro (Santiago, 23 de abril de 1868 - ibídem, 1 de julio de 1889) fue un escritor y periodista chileno, considerado uno de los promotores del modernismo en América Latina. En sus escritos, utilizó los seudónimos de A. de Gilbert y Jean de Luçon.

## Biografía
Hijo de José Manuel Balmaceda Fernández, quien sería presidente de Chile entre 1886 y 1891, y de Emilia de Toro Herrera. Desde muy temprana edad sufrió de una grave deformación de la columna vertebral debido a que su niñera lo botó accidentalmente cuando tenía pocos meses de edad. Esta deformidad se complicó con una dolencia del corazón que finalmente causó su muerte.
Manejaba con fluidez el francés, el inglés y el griego, leía libros clásicos y revistas francesas (especialmente la Nouvelle Revue y la Revue des Deux Mondes), coleccionaba obras de arte, sedas y pantallas chinas. Fue un ferviente admirador de la cultura francesa, sin poner nunca un pie en Francia. Fue un muy buen pianista y su músico favorito era Chopin. Ávido lector de Théophile Gautier, Alfred de Musset y Paul de Saint-Victor.
La importancia de Pedro Balmaceda no se encuentra en sus escritos, sino en su capacidad para identificar y promover nuevos talentos artísticos. Sus tertulias literarias celebradas en sus apartamentos privados, algunos en el palacio presidencial de La Moneda, cuando su padre fue presidente, fueron los más importantes puntos de reunión cultural de la época. También promovió la creación del Ateneo de Santiago.
El 10 de diciembre de 1886, conoció al poeta nicaragüense Rubén Darío, de 19 años, en la sala de redacción del diario La Época, y pronto ambos se convirtieron en amigos. Desde el comienzo, el mismo Balmaceda se convirtió en su mentor y protector, financiando la publicación del libro Abrojos (1887), y además el principal apoyo detrás de Azul... (1888).
Murió en Santiago el 1 de julio de 1889, a los 21 años. Después de su muerte, sus artículos periodísticos fueron recopilados por Manuel Rodríguez Mendoza en un volumen denominado Estudios y ensayos literarios. Rubén Darío se enteró en El Salvador de su muerte, y escribió un cuento corto en su memoria, La muerte de la emperatriz de la China, y un ensayo en forma de libro, A. de Gilbert.